# Schönbach (Szászország)
Schönbach település Németországban, azon belül Szászország tartományban. Lakosainak száma 1049 fő (2023. december 31.). Schönbach Neusalza-Spremberg községgel határos.

## Népesség
A település népességének változása:
| Lakosok száma | 1130 | 1101 | 1079 | 1063 | 1049 |
|               | 2017 | 2019 | 2021 | 2022 | 2023 |